# Ana Francisca da Silva
Ana Francisca da Silva (Santo Antônio do Urubu de Cima, c. 1740 – Brejo do Campo Seco, 1838) foi uma proprietária rural luso-brasileira pertencente a uma linhagem de mulheres sertanistas que desempenharam papel fundamental na formação e administração das primeiras fazendas de gado nos sertões da Bahia, durante o período colonial. Sua trajetória evidencia a transmissão do trabalho feminino e a centralidade das mulheres na colonização do interior do Brasil.

## Biografia
Ana Francisca da Silva nasceu por volta de 1740, na freguesia de Santo Antônio do Urubu de Cima (atual Paratinga), situada às margens do rio São Francisco, na capitania da Bahia. Era filha de Micaela Maria de Jesus e do capitão português José da Silva Ferreira. Após a morte do pai, sua mãe casou-se novamente com José de Souza Meira. Ana perdeu a mãe em 1749, aos nove anos de idade.
Vinda de uma linhagem marcada por migração, Ana pertencia a um tronco familiar que, partindo de Pernambuco, percorreu o sertão baiano estabelecendo fazendas e vilarejos. Era neta de Theodora de Brito Gondim, uma das mulheres pioneiras na fundação de propriedades agropastoris na região, e bisneta de Joana de Sá. Desde muito jovem Ana esteve envolvida com o cotidiano rural.
Ela cresceu em um ambiente marcado pelo conflito com populações indígenas e pela necessidade de sobrevivência em zonas de fronteira instáveis. Essas regiões, chamadas de "zona tampão", eram áreas disputadas entre colonos e indígenas, muitas vezes afastadas do controle direto da Coroa portuguesa. Nesse contexto, o trabalho das mulheres foi essencial para garantir a continuidade das lavouras, a criação de gado e a coesão familiar.

## Casamento
Em 1755, Ana casou-se com Miguel Lourenço de Almeida, português, escrivão da Câmara da vila da Barra e comerciante com vínculos com o Santo Ofício. O casamento aconteceu quando Ana tinha cerca de 15 anos e Miguel 47. A união foi precedida de um processo de habilitação matrimonial junto à Inquisição, no qual Ana teve que comprovar sua “limpeza de sangue” ou seja, ausência de ascendência judaica, africana ou indígena, embora as fontes revelem traços de miscigenação em sua linhagem.
Miguel Lourenço buscava ascensão social e viu no casamento com Ana uma oportunidade de se fixar no sertão como proprietário de terras. Por sua vez, Ana dava continuidade ao projeto iniciado por sua mãe, Micaela, que havia adquirido a fazenda do Campo Seco pouco antes de morrer. Com o casamento, os planos de desenvolver economicamente a propriedade foram mantidos.

## Vida na fazenda do Campo Seco
A fazenda do Campo Seco estava localizada entre os atuais municípios de Brumado e Caetité, região do alto sertão baiano. Inicialmente uma área rústica e pouco estruturada, a propriedade foi sendo transformada ao longo das décadas sob a administração de Ana Francisca. Mesmo após a morte de seu marido, por volta de 1785, ela permaneceu por mais de cinquenta anos à frente da fazenda, atuando como administradora, produtora e líder familiar.
Ao longo de sua vida, Ana teve doze filhos e filhas, muitos dos quais atuaram nas atividades da fazenda ou estabeleceram alianças por meio de casamentos. Sua descendência se espalhou por diferentes regiões da Bahia, fortalecendo a presença da família na economia regional. Ela lidou com o comércio de gado, produção de lavouras e até mesmo com dívidas, heranças e processos judiciais relacionados à terra e aos bens da família.
Ana participou ativamente da organização da produção, tomando decisões sobre o abate de animais, cultivo de roças, distribuição de tarefas entre agregados e escravizados e até mesmo a manutenção dos vínculos comerciais. Ela também administrava bens herdados e adquiridos, possuía escravizados e cuidava da educação religiosa dos filhos.
A fazenda, sob sua gestão, tornou-se um dos principais empórios agropastoris da Bahia no século XIX, destacando-se pela produção de carne, couro, algodão, farinha, cana-de-açúcar e outros produtos destinados ao comércio com áreas mineradoras e centros urbanos.

## Morte
Ana Francisca da Silva faleceu por volta de 1838, com quase 100 anos de idade, ainda na fazenda do Campo Seco (chamada nessa época de Brejo do Campo Seco), onde viveu praticamente toda a vida. Em seus últimos anos, organizou seu testamento e fez a distribuição dos bens entre seus filhos e netos, demonstrando consciência e controle sobre a herança construída.
O testamento, aberto em 1838, revela não apenas a extensão dos bens, mas também a organização social da fazenda, os vínculos afetivos com filhos e agregados e sua preocupação com a continuidade da propriedade. Sua morte marcou o fim de uma era e consolidou sua imagem como matriarca respeitada e símbolo da força feminina no sertão colonial.

## Legado
Ana Francisca da Silva é lembrada como uma das principais representantes das mulheres sertanistas, termo que designa aquelas que atuaram na retaguarda da colonização, estruturando a vida social e produtiva nos sertões. Sua trajetória desafia a narrativa tradicional centrada no protagonismo masculino, mostrando que as mulheres foram figuras centrais no processo de ocupação e construção do interior do Brasil
Toda a sua vida revela como o trabalho feminino, herdado ao longo das gerações, foi essencial para “tornar a vida possível” nos contextos da colonização. Ana e suas antecessoras atuaram com autonomia, liderança e capacidade de improviso, desenvolvendo práticas de cultivo, manejo de rebanhos e organização familiar que sustentaram os sertões baianos.
Sua história tem sido resgatada por pesquisas historiográficas comprometidas com a valorização das experiências femininas e das vozes invisibilizadas no processo colonial. Ela simboliza o elo entre o passado e a cultura, representando um modelo de resistência, adaptação e continuidade em meio às transformações profundas vividas no Brasil entre os séculos XVIII e XIX.